# Lîskivți, Camenița
Lîskivți (în ucraineană Лисківці) este un sat în comuna Ceabanivka din raionul Camenița, regiunea Hmelnîțkîi, Ucraina.

## Demografie
Componența lingvistică a localității Lîskivți
     Ucraineană (98,92%)
     Rusă (1,08%)
Conform recensământului din 2001, majoritatea populației localității Lîskivți era vorbitoare de ucraineană (98,92%), existând în minoritate și vorbitori de rusă (1,08%).